# 埃罗尔茨海姆
埃罗尔茨海姆是德国巴登-符腾堡州的一个市镇。总面积26.31平方公里，总人口3147人，其中男性1545人，女性1602人（2011年12月31日），人口密度120人/平方公里。